# Pretoria FM
Pretoria FM (voorheen Radio Pretoria) is een gemeenschapsgeoriënteerd radiostation in het noorden van Zuid-Afrika. Het radiostation richt zich op de ongeveer 2 miljoen Afrikaanssprekenden en meer specifiek Afrikaners die in het noorden van Zuid-Afrika wonen. Het station zendt 24 uur per dag uit en is via verschillende FM-frequenties te beluisteren in delen van de provincies Gauteng, Noordwest, Limpopo, Mpumalanga, KwaZoeloe-Natal en de Vrijstaat. Het radiostation stond tot halverwege 2015 bekend als Radio Pretoria, waarna het fuseerde met acht andere radiostations.

## Geschiedenis
Radio Pretoria heeft vanaf zijn ontstaan een zeer bewogen geschiedenis achter de rug. Radio Pretoria is in 1993 gesticht door de Afrikaner Kultuurbond, die geleid werd door de Afrikaner dominee Mossie van den Berg. Het radiostation richtte zich op de Boere-Afrikaner gemeenschap in Zuid-Afrika.
Direct van het begin af was het radiostation controversieel, omdat de regerende Nasionale Party het station een mondstuk vond van de Konservatiewe Party, deze partij was ten tijde van de afbraak van de apartheid een verklaard tegenstander van de NP-ANC-coalitie. Het station kreeg echter wel een vergunning om 10 uur per dag uit te zenden, onder de voorwaarde dat de programmering erop gericht was om de Bibliathon '94 van het Bybelgenootskap van Suid-Afrika te bevorderen. Met deze voorwaarde ging de leiding van Radio Pretoria akkoord. Dus op 18 september 1993 kon Radio Pretoria beginnen met uitzenden, nadat het officieel was geopend door Generaal Constand Viljoen, de latere stichter van Vrijheidsfront Plus. Aan mankracht had het station geen gebrek, omdat de Transformasie bij de Suid-Afrikaanse Uitsaaikorporasie reeds was begonnen, waardoor er genoeg Afrikaanstalige presentatoren vrijkwamen om uitzendingen op Radio Pretoria te verzorgen.
Toen het ministerie van Binnenlandse Zaken erachter kwam dat Radio Pretoria niet voldeed aan de voorwaarde om het Bibliathon '94 te promoten, besloot de minister van dit ministerie de tijdelijke zendvergunning in te trekken en hij beval het station te sluiten. Dit, slechts drie dagen na het verlenen van de vergunning. Maar het radiostation liet zich niet zo maar sluiten. Vele aanhangers van het radiostation kwamen naar de studio, legden een hek eromheen en bewaakten de plek met vuurwapens, zodat werd voorkomen dat de autoriteiten het station konden sluiten. De maanden erna bleef het station verwikkeld in een strijd om de vergunningen. Het station bleef echter uitzenden, dit kon, doordat aanhangers van Radio Pretoria het gebouw bleven bewaken.
Nadat Zuid-Afrika in 1994 zijn eerste multiraciale verkiezingen hield, moest het station echter stoppen met uitzenden.
In 1995 ontving Radio Pretoria zijn eerste eenjarige uitzendlicentie, die de daaropvolgende twee jaren verlengd werd. In 1999 werd echter Radio Pretoria's eerste aanvraag om een vierjarige licentie geweigerd en moest het station verschillende rechtszaken beginnen om zijn uitzendrechten te behouden. Meer dan acht jaar zou deze strijd duren, maar uiteindelijk werd in 2007 door het Appèlhof in Bloemfontein unaniem beslist dat de redenen, die de Zuid-Afrikaanse regering aandroeg voor afkeuring van de aanvraag, verworpen werden. De rechtbank besliste hierop dat de aanvraag goedgekeurd had moeten worden en dat de overheid de kosten van de rechtszaak moest betalen.
Radio Pretoria slaagde er echter in, te midden van deze langdurige juridische strijd, die ettelijke miljoenen randen gekost hebben, te groeien en de standaard van zijn uitzendingen en programma's te verhogen.
Aan het einde van 2008 had het station meer dan veertig vaste medewerkers in dienst, terwijl nog eens ongeveer vijftig medewerkers hun diensten gratis aanboden. Daarnaast gaf Radio Pretoria 3x per jaar het tijdschrift Vasbyt uit. Daarnaast stemden op 16 december 2008 meer dan 82.000 mensen in het buitenland af op de speciale uitzendingen van Radio Pretoria ter ere van Geloftedag.
Radio Pretoria gebruikte Afrikaans als voertaal en bood een grote verscheidenheid aan programma's.

### Karakter van Radio Pretoria
De luisteraars van Radio Pretoria in Zuid-Afrika en Namibië waren over het algemeen conservatief-christelijke Afrikaners. Ook buiten Zuidelijk Afrika trok Radio Pretoria luisteraars. Over het algemeen zijn dit geëmigreerde Afrikaners, die in Anglo-Amerikaanse landen wonen.
Opmerkelijk gezien trok Radio Pretoria ook veel conservatief-christelijke luisteraars in Nederland. Vooral in plaatsen uit de Bijbelgordel luisteren veel mensen naar Radio Pretoria, wegens het gebrek aan een Nederlandstalig conservatief-christelijk radiostation. In dorpen zoals Staphorst en Genemuiden verstaan mensen vaak geen Engels en wel Afrikaans en doordat Afrikaans dichter bij het Nederlands staat dan het dialect dat in de contreien van Staphorst en Genemuiden wordt gesproken, verstaan de mensen gemakkelijk Afrikaans. Zij luisteren vooral via de satelliet en in mindere mate via het internet. Dit droeg eraan bij dat de Staphorster lokale omroep A28FM sinds 2015 een uur Afrikaanstalige muziek uitzendt.
Wegens de conservatief-christelijke achtergrond van Radio Pretoria en haar luisteraars controleerde Radio Pretoria haar muziek streng op "eventuele schokkende teksten". De muziek die werd gedraaid, was vooral Afrikaans- en Nederlandstalig. Daarnaast werd er ook - in mindere mate - muziek in het Engels, Duits en Frans gedraaid.

### Politieke koers van Radio Pretoria
In lijn met het conservatieve karakter van Radio Pretoria schonk het station aandacht aan het vernieuwen van het Afrikaner nationalisme. Radio Pretoria ondersteunde het werk van de separatistische Volksraad Verkiesingskommissie, die in 2011 verkiezingen organiseerde voor een Afrikaner Volksraad, die democratische legitimiteit aan een volkstaat had moeten geven. Ook was Radio Pretoria een spreekbuis van de gematigde conservatieve partij Vrijheidsfront Plus.

### Veranderende koers
Vanaf 2010 werkt Radio Pretoria samen met de Solidariteit Beweging om bepaalde programma's over arbeidsverhoudingen te maken. In 2012 neemt Solidariteit een belang in Radio Pretoria, waarna Radio Pretoria een minder conservatieve koers gaat varen. Zo kregen ook andere politieke geluiden (vooral minder conservatieve personen) ruimte op de radio en werd er meer (Afrikaanstalige) popmuziek gedraaid.
De nieuwe koers van Radio Pretoria leidde tot weerstand onder oude luisteraars en tot het vertrek van enkele medewerkers.

### Luistercijfers van Radio Pretoria
De onderstaande luistercijfers zijn de aantallen luisteraars per week van Radio Pretoria in januari van elk jaar. Ze zijn voorzien door de Suid-Afrikaanse luisternavorsingstigting/South African Audience Research Foundation, dat de kijk- en luistercijfers in Zuid-Afrika bijhoudt.
| Jaar | Aantal luisteraars |
| ---- | ------------------ |
| 2000 | 115.000            |
| 2001 | 114.000            |
| 2002 | 108.000            |
| 2003 | 127.000            |
| 2004 | 113.000            |
| 2005 | 146.000            |
| 2006 | 129.000            |
| 2007 | 130.000            |
| 2008 | 88.000             |
| 2009 | 71.000             |
| 2010 | 101.000            |
| 2011 | 84.000             |
| 2012 | 70.000             |
| 2013 | 71.000             |
| 2014 | 74.000             |
| 2015 | 104.000            |

## Fusie en naamsverandering
Op 21 juli 2015 is Radio Pretoria gefuseerd met acht andere lokale Afrikaanstalige gemeenschapsradiostations in het noorden van Zuid-Afrika. Deze lokale radiostations waren Radio Drakensberg (Newcastle), Radio Dagbreek (Greylingstad), Radio Magaliesberg (Brits), Radio Tafelkop (Koster), Radio Naboom (Naboomspruit), Radio Kransberg (Thabazimbi), Radio Ysterberg (Pietersburg) en Radio Wolkberg (Tzaneen). Samen vormen ze het nieuwe Pretoria FM.
Pretoria FM is een Afrikaanstalig en christelijk gemeenschapsradiostation dat alle Afrikaanssprekenden probeert aan te spreken. Daarom heeft Pretoria FM een divers aanbod om een zo breed mogelijk publiek aan te spreken en niet alleen Boere-Afrikaners als doelgroep te zien. Het station draait muziek van klassiek tot Afrikaanstalige popmuziek. Daarnaast biedt het ook ruimte aan politiek debat en commentaar en bijvoorbeeld ook kerkdiensten op zondag. Door ruimte te bieden aan politiek debat en commentaar hoeft Pretoria FM - anders dan zijn voorganger Radio Pretoria - geen politieke standpunten in te nemen.